# Experience Inc.
Az Experience Inc. (株式会社エクスペリエンス) japán videójáték-fejlesztő cég, melyet 2007 áprilisában alapítottak a tokiói Hacsiódzsiban.

## Videójátékai
| Cím                                            | Megjelenés           | Platform             | Kiadó                      |
| ---------------------------------------------- | -------------------- | -------------------- | -------------------------- |
| Generation Xth: Code Hazard                    | 2008. április 30.    | Microsoft Windows    | Experience Inc.            |
| Generation Xth: Code Breaker                   | 2008. november 30.   | Microsoft Windows    | Experience Inc.            |
| Generation Xth: Code Realize                   | 2009. május 30.      | Microsoft Windows    | Experience Inc.            |
| Entaku no szeito: Students of Round            | 2010. április 30.    | Microsoft Windows    | Experience Inc.            |
| Entaku no szeito: Students of Round            | 2011. február 10.    | Xbox 360             | Experience Inc.            |
| Meikjú Cross Blood                             | 2010. december 17.   | Microsoft Windows    | Experience Inc.            |
| Generation Xth 1–2–3                           | 2011. október 20.    | Microsoft Windows    | Kadokawa Games             |
| Entaku no szeito Premium                       | 2011. október 20.    | Microsoft Windows    | Kadokawa Games             |
| Meikjú Cross Blood Reloaded                    | 2011. november 10.   | Xbox 360             | Kadokawa Games             |
| Meikjú Cross Blood Reloaded                    | 2012. március 22.    | Microsoft Windows    | Kadokawa Games             |
| Entaku no szeito: The Eternal Legend           | 2012. október 11.    | PlayStation Portable | Kadokawa Games             |
| Demon Gaze                                     | 2013. január 24.     | PlayStation Vita     | Kadokawa Games             |
| Meikjú Cross Blood Infinity                    | 2013. április 25.    | PlayStation Vita     | CyberFront                 |
| Stranger of Sword City (White Palace)          | 2014. június 5.      | Xbox 360             | Experience Inc.            |
| Stranger of Sword City (White Palace)          | 2014. augusztus 22.  | Microsoft Windows    | Experience Inc.            |
| Operation Abyss: New Tokyo Legacy              | 2014. július 24.     | PlayStation Vita     | Mages                      |
| Operation Abyss: New Tokyo Legacy              | 2017. március 27.    | Microsoft Windows    | NIS America                |
| Meikjú Cross Blood Infinity Ultimate           | 2014. augusztus 28.  | PlayStation Vita     | 5pb.                       |
| Stranger of Sword City (Black Palace)          | 2015. január 22.     | PlayStation Vita     | Experience Inc.            |
| Operation Babel: New Tokyo Legacy              | 2015. április 30.    | PlayStation Vita     | Mages                      |
| Operation Babel: New Tokyo Legacy              | 2017. május 16.      | Microsoft Windows    | NIS America                |
| Ray Gigant                                     | 2015. július 30.     | PlayStation Vita     | Bandai Namco Entertainment |
| Ray Gigant                                     | 2016. augusztus 10.  | Microsoft Windows    | Acttil                     |
| Stranger of Sword City (új változat/Revisited) | 2016. március 24.    | Xbox One             | Experience Inc.            |
| Stranger of Sword City (új változat/Revisited) | 2016. szeptember 21. | PlayStation Vita     | Experience Inc.            |
| Demon Gaze II                                  | 2016. szeptember 29. | PlayStation Vita     | Kadokawa Games             |
| Spirit Hunter: Death Mark                      | 2017. június 1.      | PlayStation Vita     | Experience Inc.            |
| Spirit Hunter: Death Mark                      | 2018. január 18.     | PlayStation 4        | Experience Inc.            |
| Spirit Hunter: Death Mark                      | 2018. június 28.     | Nintendo Switch      | Experience Inc.            |
| Spirit Hunter: NG                              | 2018. szeptember 13. | PlayStation Vita     | Experience Inc.            |
| Spirit Hunter: NG                              | 2019. február 21.    | PlayStation 4        | Experience Inc.            |
| Spirit Hunter: NG                              | 2019. október 10.    | Nintendo Switch      | Experience Inc.            |
| Spirit Hunter: NG                              | 2019. október 10.    | Microsoft Windows    | Aksys Games                |
| Aoki cubasza no Chevalier                      | 2019. július 11.     | PlayStation Vita     | Experience Inc.            |
| Jomi vo szaku hana                             | 2020. június 11.     | Xbox One             | Experience Inc.            |
| Jomi vo szaku hana                             | 2020. október 15.    | PlayStation 4        | Experience Inc.            |
| Jomi vo szaku hana                             | 2020. október 15.    | Nintendo Switch      | Experience Inc.            |
| Sibito magire                                  | 2021.                | PlayStation 4        | Experience Inc.            |
| Sibito magire                                  | 2021.                | Nintendo Switch      | Experience Inc.            |